# Cherbezatina depressiuscula
Cherbezatina depressiuscula är en skalbaggsart som beskrevs av Waterhouse 1882. Cherbezatina depressiuscula ingår i släktet Cherbezatina och familjen Melolonthidae. Inga underarter finns listade i Catalogue of Life.